# Jamhuri Day
Lo Jamhuri Day o Sikukuu ya Jamhuri (letteralmente: giorno della repubblica) è la ricorrenza nazionale del Kenya.
Si celebra il 12 dicembre di ogni anno e commemora la data di indipendenza del paese dal Regno Unito avvenuta il 12 dicembre 1963. 
Il Kenya, in particolare, ha acquisito la piena autonomia dal Regno Unito il 1º giugno 1964, giorno di entrata in vigore della prima Costituzione (giorno in cui si festeggia il Madaraka Day), divenendo repubblica indipendente nel 1964. Il primo presidente del Kenya fu Jomo Kenyatta.
Le numerose feste che si susseguono in questo giorno si caratterizzano per una rivisitazione del patrimonio culturale del Paese e per le commemorazioni riguardanti la storia del paese nel percorso verso l'indipendenza.